# جو سوزوکی (بازیکن فوتبال، زاده ۱۹۸۷)
جو سوزوکی (ژاپنی: 鈴木 淳؛ زادهٔ ۱۲ سپتامبر ۱۹۸۷) یک بازیکن فوتبال اهل ژاپن است.
از باشگاه‌هایی که در آن بازی کرده‌است می‌توان به باشگاه فوتبال ساگامیهارا و باشگاه فوتبال آزول کلارو نومازو اشاره کرد.